# Eternal Pyre
Az Eternal Pyre a Slayer nevű zenekar 2006-ban megjelent kislemeze, rajta a Cult című számmal.

## Dalok
- "Cult" – "4:40"

## Videók
- "War Ensemble" – (koncertfelvétel)
- A Slayer a stúdióban

## Közreműködők
- Tom Araya – basszusgitár, ének
- Jeff Hanneman – gitár
- Kerry King – gitár
- Dave Lombardo – dob